# Farhatullah Babar
Farhatullah Babar es un senador por el Partido Popular de Pakistán. Es manifiestamente crítico con el actual gobierno que encabeza el presidente Pervez Musharraf.